# Numen
A numen latin szó az istenségre. Az ókori római vallás kezdetén emberfeletti, személytelen hatalmat jelöl, akik később animisztikus vonásokat vettek fel és segítő vagy ártó szellemként kezdtek működni, majd pedig kiemelkedtek belőlük a személyes istenek.
Az isten fogalmára a latin nyelvnek két szava is van: a deus (isten) szó, több más indoeurópai nyelv megfelelő szavával azonos tőből ered (daiva, dév, daimón, theosz stb.). De van egy sajátos latin szó is ugyanerre a fogalomra: numen. A numen arra a személytelen akaratra, hatalomra vonatkozik, amely beleavatkozik a földi dolgokba, mozgatja azokat, helyesli, vagy helyteleníti minden ember tettét. Az általunk megismerhető legősibb itáliai és egyben latin, római elképzelések szerint végtelenül sok emberfeletti hatalom, numen van, amelyek tevékenységükkel elő tudják mozdítani az ember sikerét. Ezek még nem egyének, nem személyes, hanem teljesen személytelen isteni hatalmak – olyannyira, hogy nevük gyakran semlegesnemű, vagy az elvont főnevek képzésének felel meg. Ezen a fokon a személytelen hatalom képzete még nem sűrűsödött konkrét, személyes istenfogalommá. Ezért nem is annyira egyes numenekről, hanem kisebb-nagyobb csoportjaikról lehet inkább beszélni. Ezek közé tartoznak : 
- a larok (wd) (lares) a patriarchális nagycsalád tagjainak és vagyontárgyainak védelmezői,
- a penatesz (wd) vagy penátok, a lakóház és a település védői,
- a geniuszok, akik egy-egy nemzetség és nagycsalád, ill. a férfi családfő gyarapodását, fennmaradását biztosítják,
- a manesz (wd) vagy manok a halottak áldó, jó szellemei,
- a larvák (larvae) vagy lemurok (wd) a görög Kérek megfelelői, a kísértetek és lidércek, amelyek ellen különböző mágikus szertartásokkal kellett védekezni.[3]

A numenek rengetegéből először a matriarchátus fokán a földistennők, termékenység istennők váltak ki. Terra Mater: a földanya, Tellus: a termőföld és egyben annak istennője, Ceres a gabonaistennő, eredetileg a gabonát behordani (latinul: gerere) segítő erő. Majd megjelentek egyes, mindinkább személyes vonásokkal felruházott férfiistenek is: Ianus a mozgás, a kezdet, a kapuk kétarcú istene, Saturnus, a termékenységet, bőséget nyújtó isten.
A római államiság kialakulásakor a hagyomány szerint elsősorban a városalapító Romulus és a kultuszt szervező Numa Pompilius király tevékenységének következtében már élesen különváltak a személytelen numenektől a kultuszban, áldozatokban részesülő és a naptárban saját ünneppel, az áldozatokat végző pappal (flamennel) is rendelkező személyes istenek, deusok. A személytelen erőket e személyes „nagy istenek" szolgáinak minősítették, kultuszban nem részesítették, és legfeljebb az ősi mágikus ráolvasások során hívták őket is segítségül.